# Oxytropis schachimardanica
Oxytropis schachimardanica är en ärtväxtart som beskrevs av Filim. Oxytropis schachimardanica ingår i släktet klovedlar, och familjen ärtväxter. Inga underarter finns listade i Catalogue of Life.